# Pierre Certon
Pierre Certon (* um 1515 wahrscheinlich in Melun; † 23. Februar 1572 in Paris) war ein französischer Komponist.

## Leben und Werk
1529 wurde er als jugendlicher „clericus matutinorum“, als für die Matutin verpflichteter Minorist, an Notre-Dame in Paris aufgenommen. 1532 trat er in die Sainte-Chapelle des königlichen Palastes ein. Dort wirkte er seit 1536 als Leiter des Knabenchores und ab 1548 auch als Kaplan.
François Lesure bezeichnet ihn als den „sicherlich fruchtbarsten französischen Komponisten des 16. Jahrhunderts“.
Von seinen Werken sind erhalten geblieben: acht Messen, fünfzig Motetten sowie weitere geistliche Vokalmusik, außerdem mehr als dreihundert Chansons, von denen einige – für seine Zeit – gewagte Texte enthielten. Nach wie vor bekannt ist die Chanson Je ne l’ose dire („Ich wage nicht zu sagen“).